# Euonymus yakushimensis
Euonymus yakushimensis là một loài thực vật có hoa trong họ Dây gối. Loài này được Makino mô tả khoa học đầu tiên năm 1909.